# Koszmar Darwina
Koszmar Darwina (ang. Darwin’s Nightmare) – austriacko-belgijsko-francusko-niemiecki film dokumentalny z 2004 roku w reżyserii Huberta Saupera. Opowiada o ekologicznych i społecznych skutkach przemysłu rybnego w mieście Mwanza w Tanzanii.
Film miał swoją światową premierę we wrześniu 2004 na 61. MFF w Wenecji. Polska premiera miała miejsce w 2007 na festiwalu Afrykamera.

## Treść
W latach 60. XX w. do Jeziora Wiktorii wpuszczono okonia nilowego – drapieżny gatunek inwazyjny, który w krótkim czasie spowodował wymarcie setek lokalnych gatunków ryb. Reżyser przygląda się ekologicznym, społecznym i ekonomicznym konsekwencjom uzależnienia lokalnej gospodarki od przetwórstwa rybnego. Przeprowadza wywiady m.in. z właścicielami fabryk, rosyjskimi i ukraińskimi lotnikami, pracownikami seksualnymi, rybakami, stróżem nocnym i wiejskim pastorem. Pokazuje panoramę problemów społecznych i tematów takich jak epidemia AIDS, bezdomność dzieci, handel bronią, klęska głodu, negocjacje handlowe z Unią Europejską.
Część tych problemów jest treścią książki Wymarzone jezioro Darwina. Dramat w Jeziorze Wiktorii, napisanej przez holenderskiego zoologa-ewolucjonistę i pisarza Tijsa Goldschmidta, który w latach 1981–1986 badał ekosystem wodny zatoki Mwanza. W czasie realizacji filmu Darwin’s Nightmare był jednym z doradców naukowych).

## Nagrody
Film otrzymał m.in. Europejską Nagrodę Filmową i Wiedeńską Nagrodę Filmową w 2004, nagrodę publiczności na Festiwalu Filmów Dokumentalnych w Salonikach, nagrodę publiczności na Międzynarodowym Festiwalu Filmu Współczesnego w Meksyku oraz Nagrodę FIPRESCI na MFF w Sydney w 2005. W 2006 zdobył Cezara za najlepszy debiut. Był również nominowany do Oscara w kategorii najlepszy film dokumentalny.